# Can Cerdà de Palou i capella de Sant Jaume
Can Cerdà de Palou i capella de Sant Jaume és una masia del Pla del Penedès (Alt Penedès) inclosa a l'Inventari del Patrimoni Arquitectònic de Catalunya.

## Descripció
Es tracta d'un conjunt situat al nord del terme, al peu de la carretera del Pla a Lavit. Masia formada per planta baixa, pis i golfes, amb coberta a dues vessants. Les portes i els balcons són allindats. Hi ha diferents cossos afegits (cellers, magatzems) i a la part externa de la tanca hi ha habitatge per al servei. Davant de la masia hi ha una capella d'una sola nau amb coberta a dues aigües. Té campanar d'espadanya i la porta d'accés allindanada. Ha estat molt reformada.

## Història
La masia de Can Cerdà es troba a l'antiga quadra de Palou. El seu procés de construcció correspon a diversos períodes, si bé sembla tenir l'origen en el segle xvii, d'acord amb les inscripcions de la façana principal i de la capella de Sant Jaume (1623, 1640, 1694). Els cellers, magatzems i cases exteriors porten dates del segle xix (1872, 1878, 1883).